# Anthemus inconspicuus
Anthemus inconspicuus är en stekelart som beskrevs av Doutt 1966. Anthemus inconspicuus ingår i släktet Anthemus och familjen sköldlussteklar.
Artens utbredningsområde är Pakistan. Inga underarter finns listade i Catalogue of Life.